# Evros (Regionalbezirk)
Der Regionalbezirk Evros (griechisch Περιφερειακή Ενότητα Έβρου Periferiakí Enótita Évrou) ist der östlichste der sechs Regionalbezirke der griechischen Region Ostmakedonien und Thrakien. Bis zum Vollzug des Kallikratis-Plans war Evros eine der – seit 1997 selbstverwalteten – griechischen Präfekturen. Seit 2011 beschränkt sich seine Bedeutung auf die Zuteilung von elf Abgeordnetensitzen im Regionalrat Ostmakedoniens und Thrakiens. Evros trägt seinen Namen nach dem gleichnamigen Fluss, der hier die Grenze zur Türkei bildet.

## Geografie

Topografische Karte

Evros erstreckt sich mit einer Nord-Süd-Ausdehnung von rund 100 km am östlichen Rand der griechischen Rhodopen, die an der Grenze zum Regionalbezirk Rodopi noch auf knapp über 1.000 m ansteigen und den südwestlichen Teil der Präfektur bedecken. 57,05 % der Fläche entfallen auf die Ebenen der Flüsse und der Küste, 27,86 % sind Hügelland, 15,09 % gebirgig.
Die Nord- und Ostgrenze sind durch die Ebene des Flusses Evros geprägt, dem im Norden der Ardas, etwas weiter südlich der Erythropotamos zufließt. Der Evros bildet (bis auf einen kleinen Abschnitt bei Edirne) auf über 185 km Länge die Grenze zwischen Griechenland und der Türkei und mündet in einem rund 500 km² umfassenden Delta in das Thrakische Meer, das nördliche Nebenmeer der Ägäis. Im Frühjahr schwillt der Evros erheblich an und überflutet dabei gelegentlich größere Gebiete; schwerere Schäden entstanden durch Hochwasser zuletzt in den Jahren 1997 und 2005.
Evros grenzt im Westen an die griechische Präfektur Rodopi, im Nordwesten und Norden an den bulgarischen Oblast Chaskowo, im Osten an die türkische Provinz Edirne und wird im Süden von der Thrakischen See, einem Teil der Ägäis, begrenzt. Zur Präfektur gehört ferner die knapp 180 km² bedeckende Ägäisinsel Samothraki, die etwa 40 km südlich der Küste liegt und deren Bergmassiv Fengari mit 1624 m die höchste Erhebung des Regionalbezirks bildet. Das Dorf Ormenio in der Gemeinde Orestiada ist die nördlichste Siedlung Griechenlands.

### Klima
In Evros herrscht ein gemäßigt subtropisches, winterfeuchtes Klima vor (Mittelmeerklima). Die höher gelegenen Gebiete im Südwesten sind deutlich feuchter und kälter als die Küste und die Ebene des Flusses Evros, wo auch im Winter ein relativ mildes Klima herrscht. Die durchschnittliche Temperatur beträgt in den Wintermonaten −1 bis 7 °C, in den Sommermonaten werden durchschnittlich 18 bis 24 °C erreicht. Die kältesten Gebiete sind die Berggipfel im Westen der Präfektur und die Höhen des Fengari auf Samothraki. Die jährliche Sonnenscheindauer nimmt mit zunehmender Höhenlage und stärker noch von Süden nach Norden hin ab, entsprechendes gilt umgekehrt für die Niederschlagsmenge, deren Werte zwischen 20 und 30 l/m² im Sommer und 530 und 800 l/m² im Winter liegen. Auf das Jahr gerechnet fallen in Evros durchschnittlich Niederschlagsmengen zwischen 740 l/m² (Küsten und Evros-Tal) und 960 l/m² (Höhenlagen im Westen und auf Samothraki).

## Natur
Die Landschaft des Evrosdeltas ist durch Lagunen, Inselchen und Salzwiesen geprägt. 15 der 350 Pflanzenarten hier sind Halophyten. Etwa 60 % der Fläche weisen noch Salzboden auf, viele Flächen wurden für die Landwirtschaft trockengelegt bzw. ausgesüßt. Das Delta ist Lebensraum für 46 Fischarten, die Landflächen dienen vor allem Vögeln als Winterquartier, Brut- oder Rastplatz. Zu den brütenden Arten zählen neben zahlreichen Seeschwalben-Arten Schwarzkopfmöwe, Rotflügel-Brachschwalbe, Triel, Seeregenpfeifer, Spornkiebitz und Säbelschnäbler. Als Winterquartier dient das Delta vor allem Enten, Gänsen und Schwänen, aber auch Flamingos, Zwergscharben und Krauskopfpelikanen. Besonders im Winter kommen verschiedene Greifvogel-Arten an die Küste. Hinzu kommen bis zu 150.000 Vögel, die das Delta auf ihrem Zug als Rastplatz aufsuchen. Obwohl das Evrosdelta offiziell als Naturschutzgebiet ausgewiesen ist, bedrohen illegaler Wohnungsbau, Beweidung und die Vogeljagd durch Einheimische die Natur im Gebiet erheblich.
Das Gebiet flussaufwärts ist mit Schilf und Galeriewäldern aus Pappeln und Weiden gesäumt, in den stillen Tümpeln zuseiten des Evros finden sich Schwertlilien-Arten und eine reiche Wasserpflanzenflora, so Weiße Seerose und Wasserfenchel. Die Gräben und Kanäle, die nach dem Zweiten Weltkrieg zur Entwässerung angelegt wurden und heute zur Bewässerung der Felder mit Süßwasser dienen, sind zudem Lebensraum für einige seltene Krötenarten und die Rotbauchunke; die Reptilien sind zum Beispiel durch Ringel- und Würfelnatter, Europäische Sumpf- und Kaspische Bachschildkröte vertreten.
Das dünn besiedelte Hinterland des Evros erstreckt sich bis zur bulgarischen Grenze im Nordwesten. Es steigt im südlichen Teil der Präfektur bis auf Mittelgebirgshöhe an und ist größtenteils bewaldet. Nadelwälder, vor allem aus Schwarzkiefer und Kalabrischer Kiefer, wechseln mit Laubwäldern aus vornehmlich Buchen oder niedrigwüchsigen Eichen ab. Streng geschützt ist der Wald von Dadia auf dem Gebiet der Gemeinden Soufli und Tychero, in dem sich eine einzigartige Fauna erhalten hat. Allein 36 der 38 europäischen Greifvogelarten wurden hier nachgewiesen, mindestens 23 von ihnen brüten auch im Regionalbezirk. Neben den insgesamt 219 Vogelarten sind 40 Vertreter der Reptilien und Amphibien sowie 36 Säugetierarten nachgewiesen, aber auch die Vielfalt der Käfer- und anderer Insektenarten ist beträchtlich.
Die Natur der Vulkaninsel Samothraki wird vom Fengari-Massiv bestimmt, das im Südosten steil zum Meer hin abfällt. Die Küstengebiete sind großenteils von Kulturlandschaft geprägt. In höheren Lagen befinden sich Wälder aus Zerr- und Flaumeichen. Das vor allem an der Nordseite wasserreiche Bergmassiv ist noch Heimat der artenreinen Morgenländischen Platane.

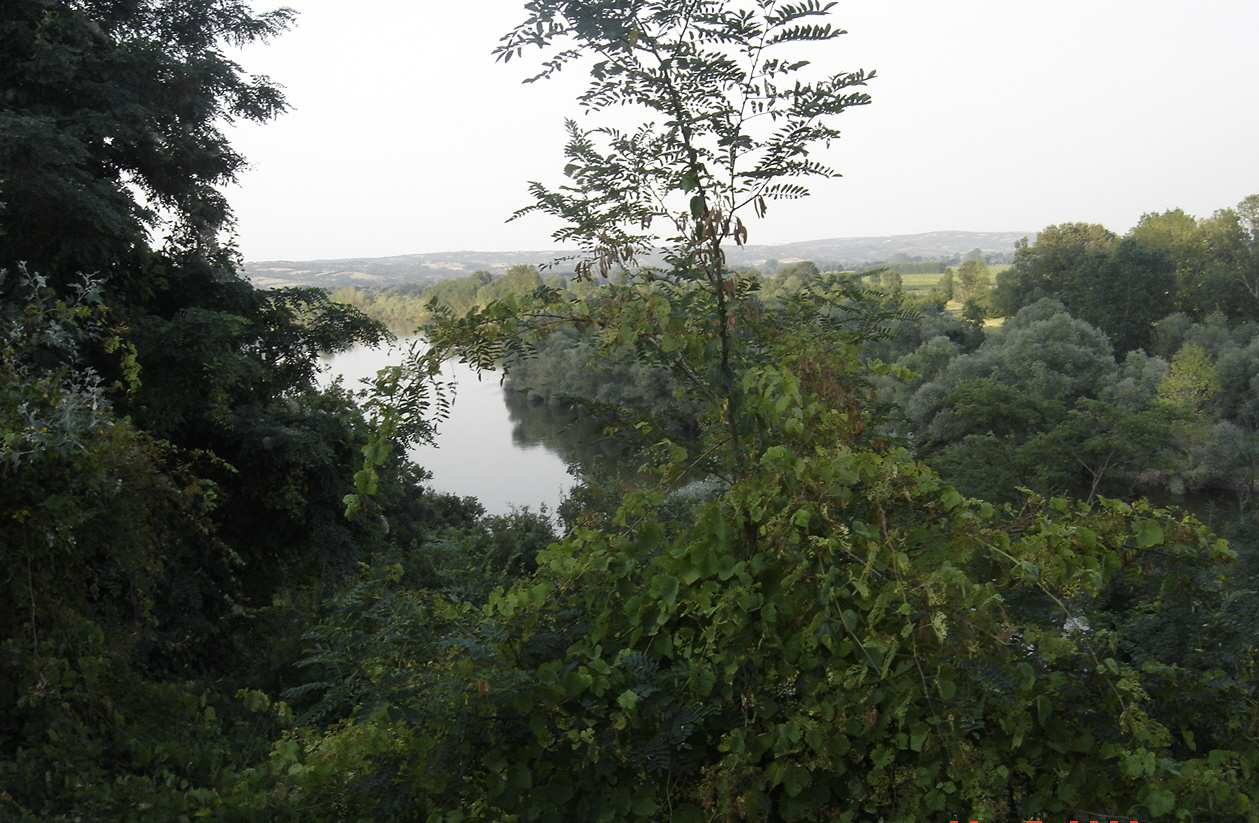
Der namensgebende Fluss
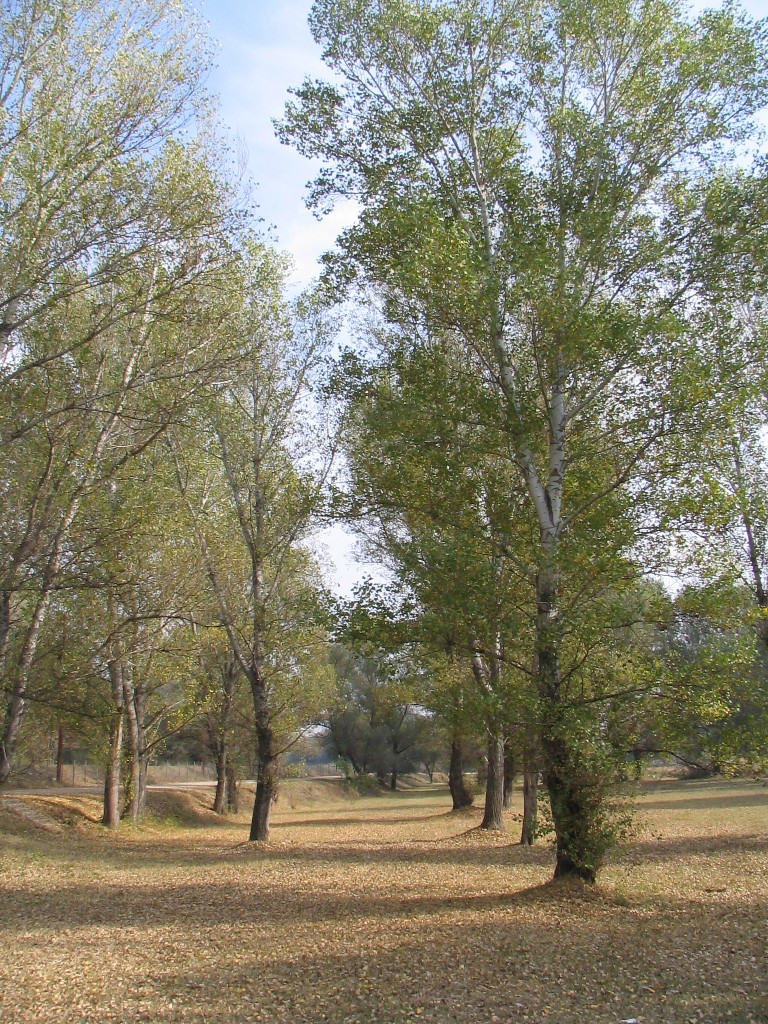
Wald bei Kastanies, nahe dem Ardas
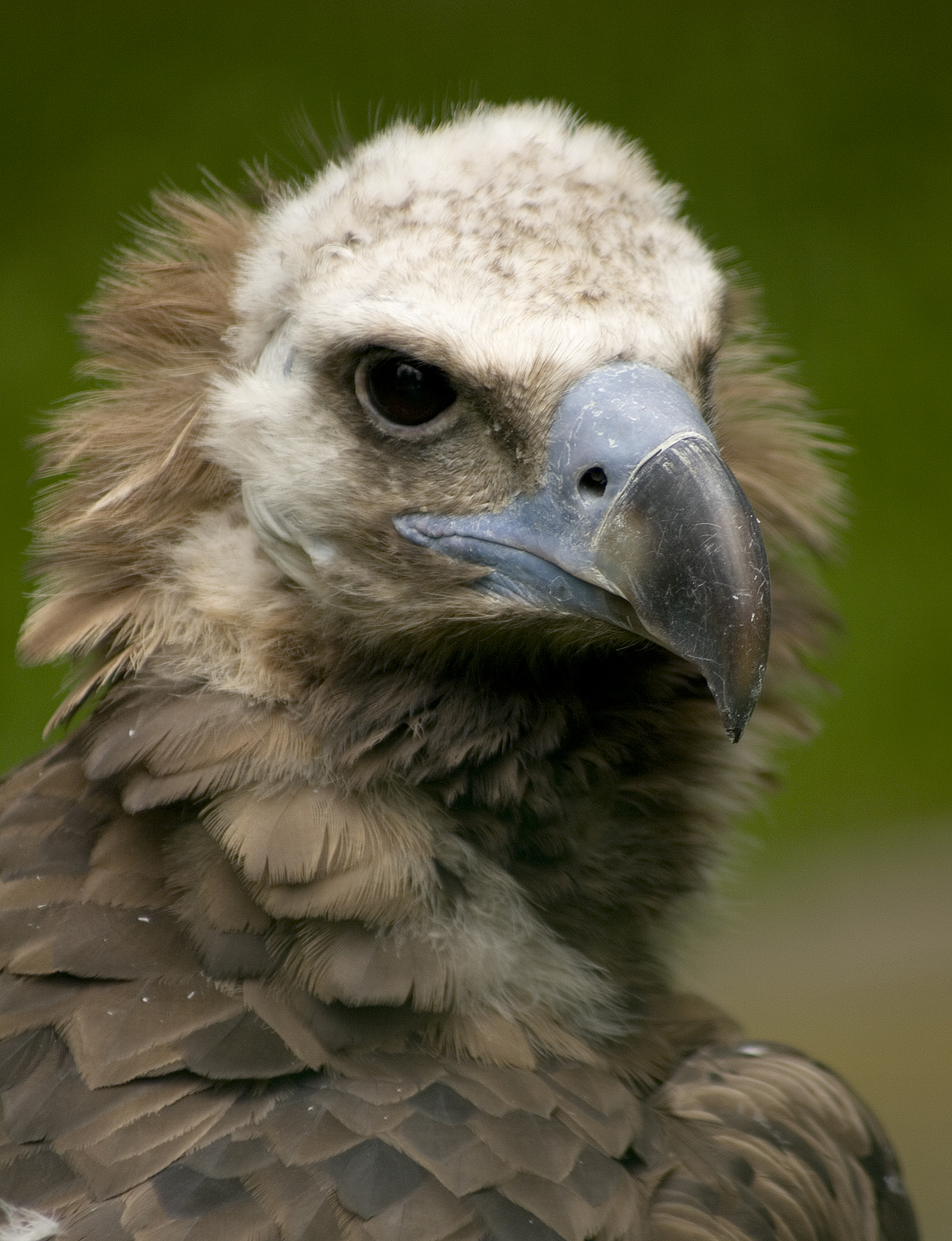
Rund 100 Mönchsgeier leben im Wald von Dadia.
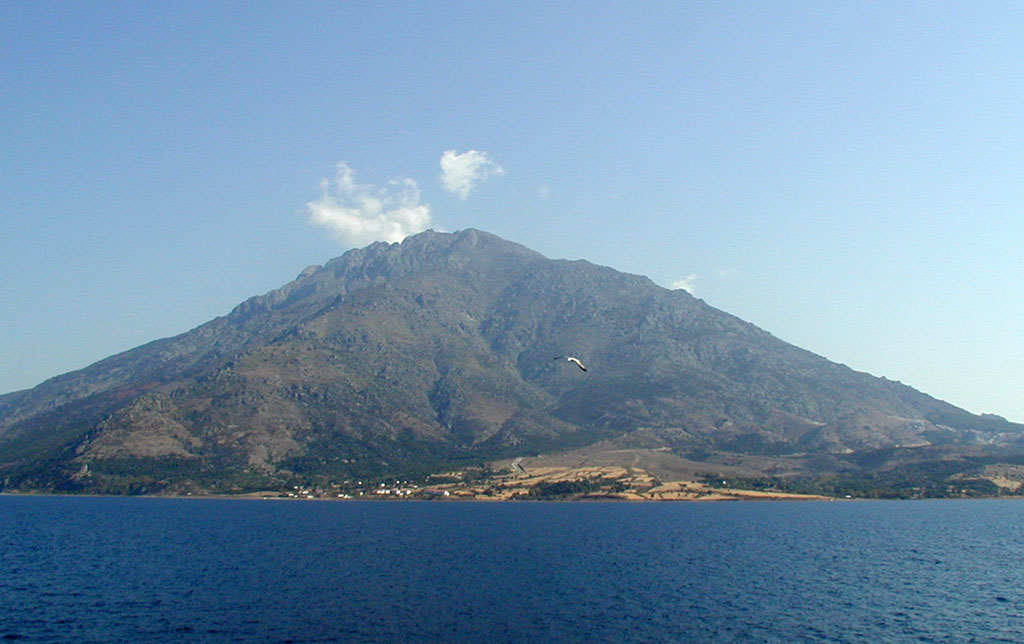
Blick auf Samothraki
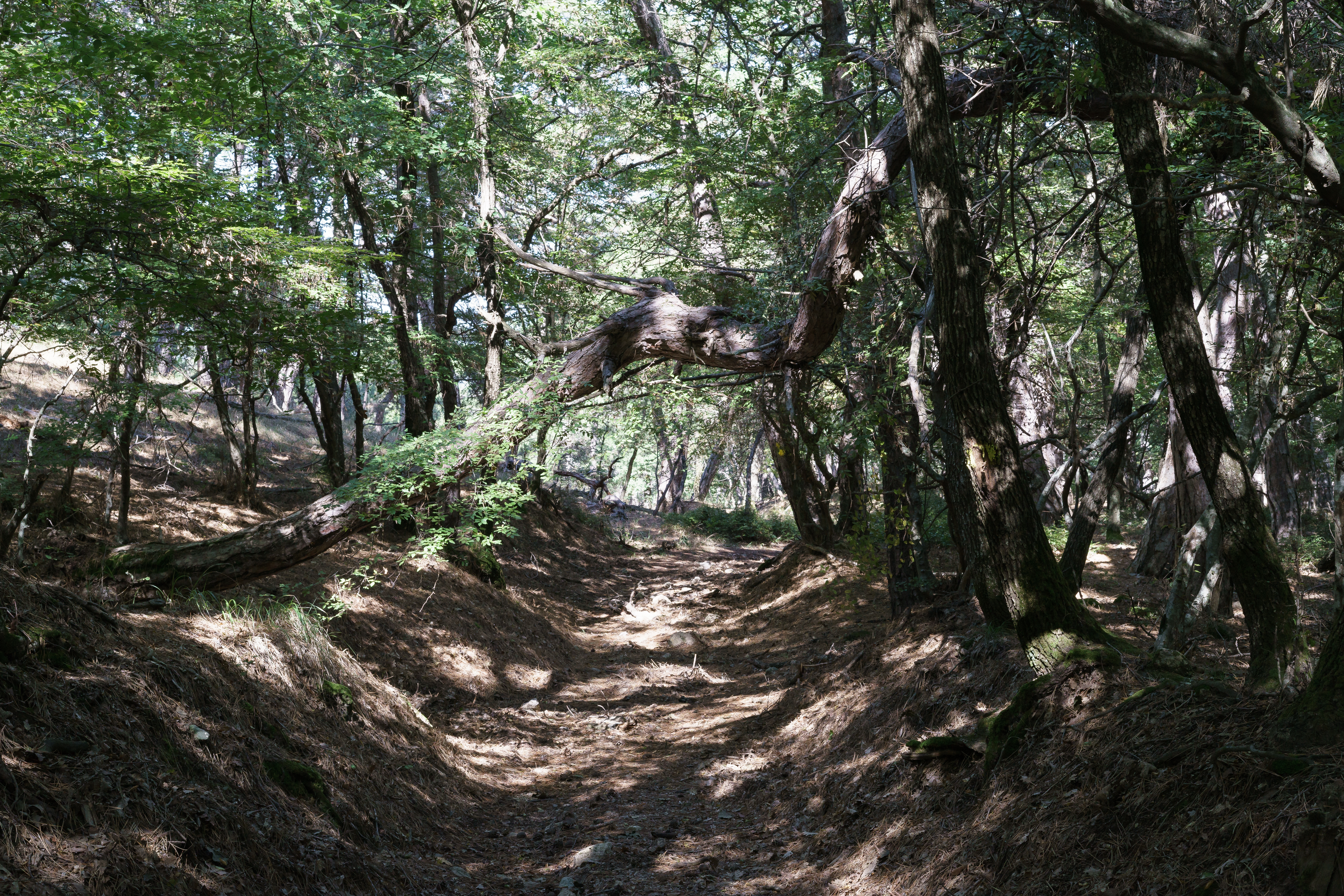
Wanderweg im Dadia-Lefkimi-Soufli Forest National Park
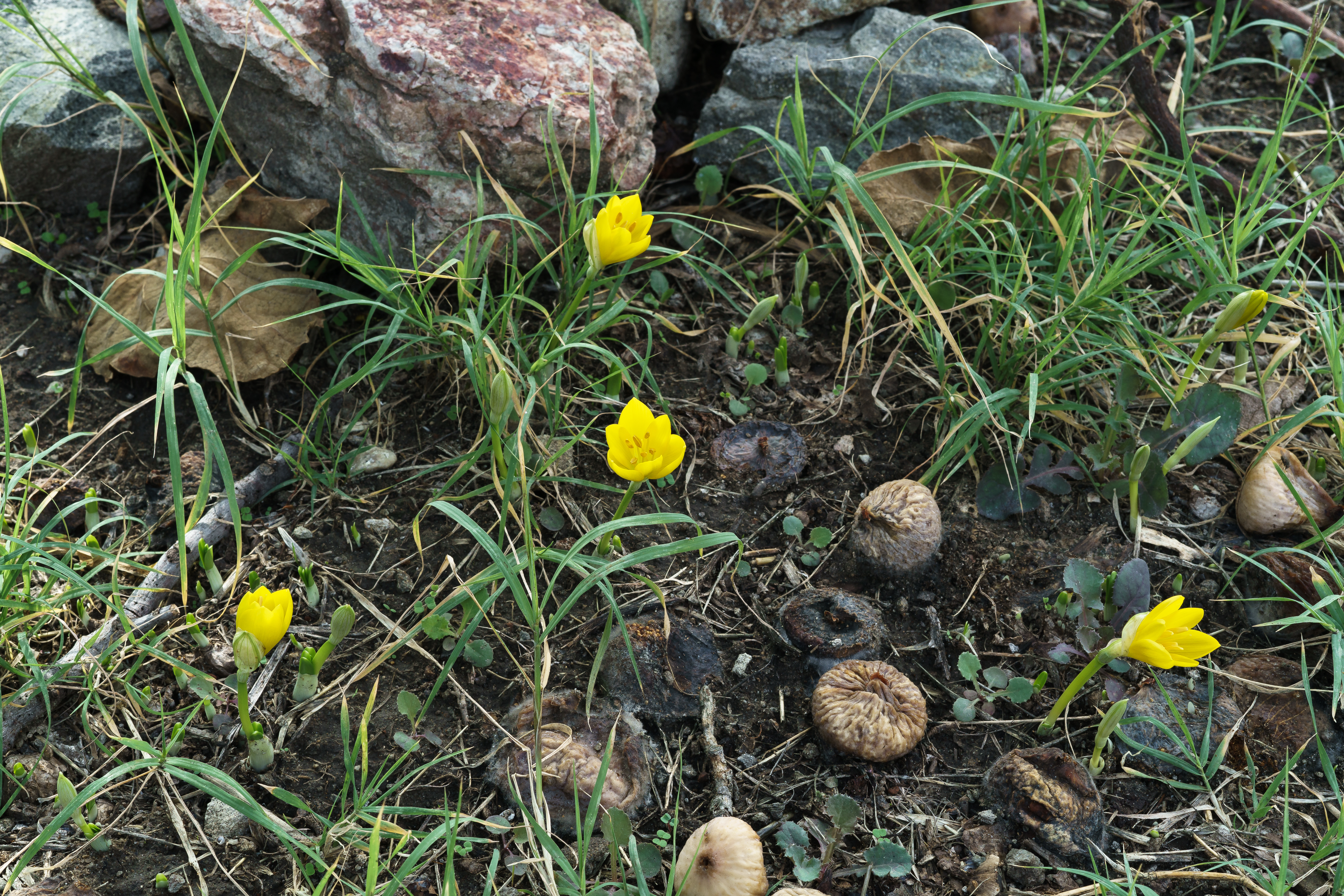
Herbst-Goldbecher unter einem Feigenbaum

## Bevölkerung
Im Regionalbezirk Evros lebten laut der Volkszählung 2011 des griechischen Nationalen Amts für Statistik 147.947 Personen.
Die Präfektur ist durch anhaltende Landflucht geprägt. Während die Einwohnerzahl der Hauptstadt Alexandroupoli von 1981 bis 2001 um knapp 40 % gestiegen ist, ist in derselben Zeit die Zahl der Gesamtbevölkerung nur um 2,12 % gestiegen. Entsprechend sanken in den meisten übrigen, ländlichen Gemeinden beständig die Einwohnerzahlen.

### Sprachen und Religionen

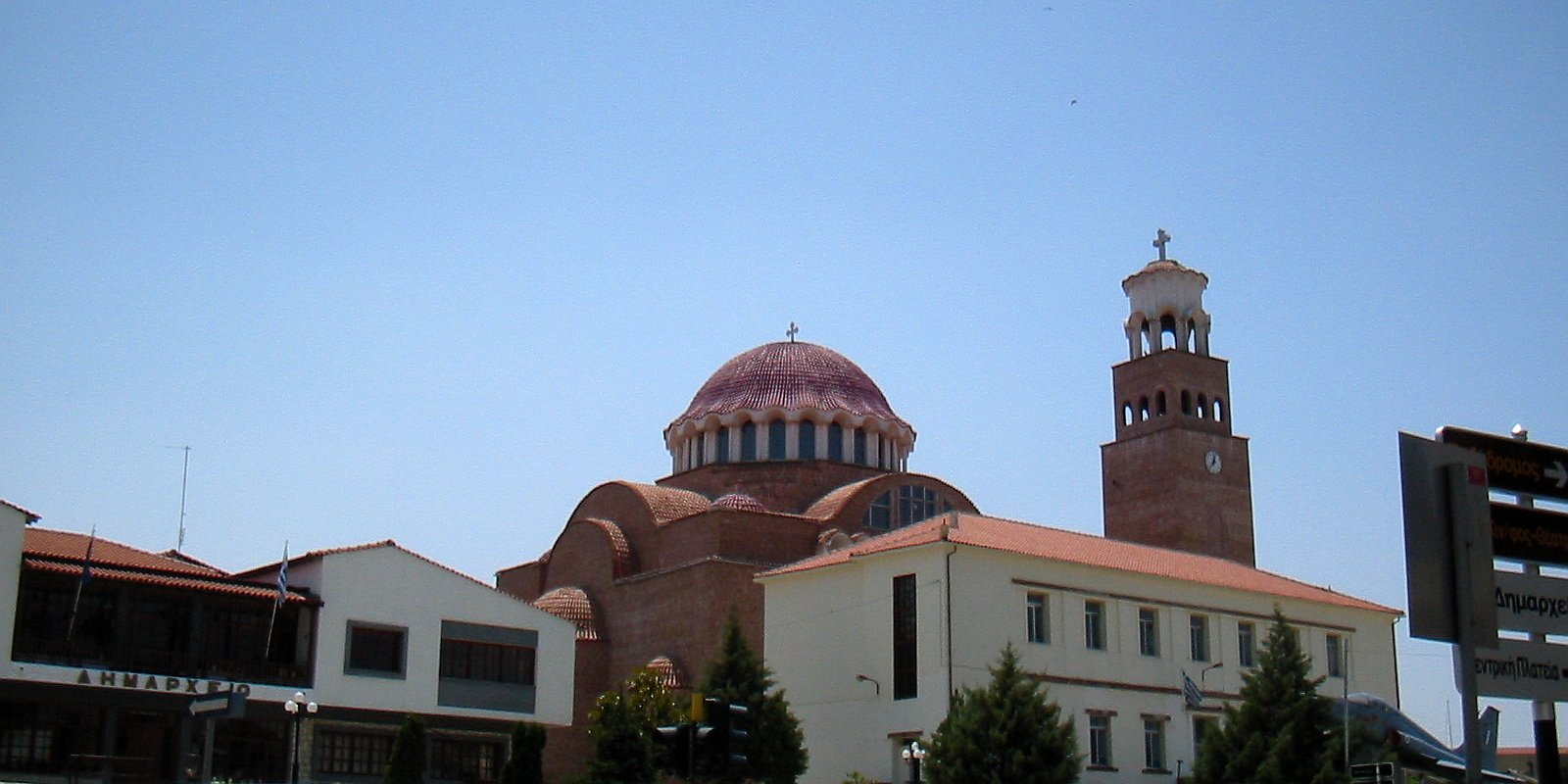
Orthodoxe Kirche in Didymoticho

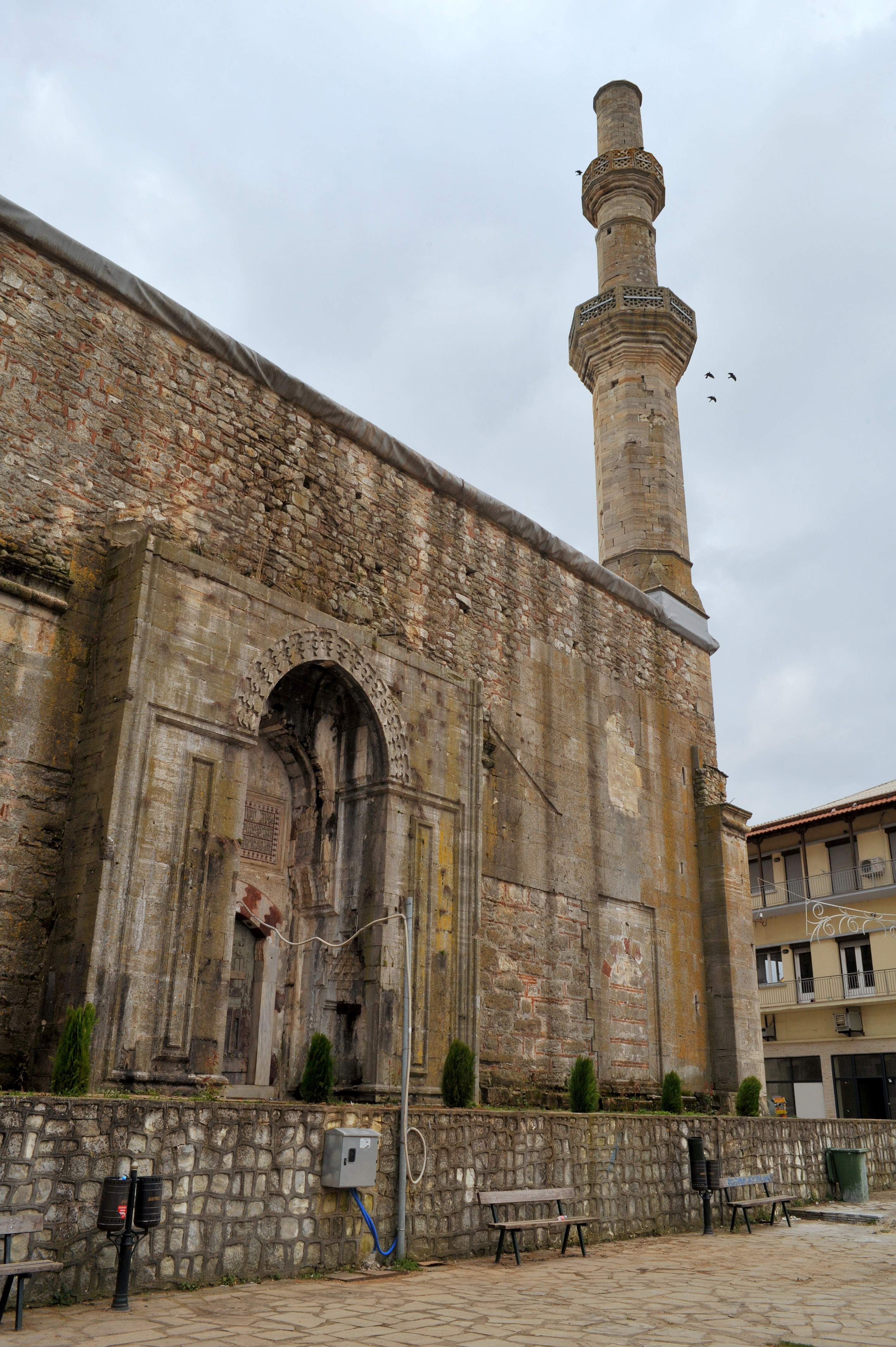
Die Bayezid-Moschee in Didymoticho

Weitgehend griechische, orthodoxe Christen bilden mit 135.000 von 144.000 Einwohnern (93,75 %) die überwältigende Bevölkerungsmehrheit der Präfektur. Evros umfasst zwei Diözesen (Metropolien), Alexandroupolis und Traianoupolis sowie Didymoticho und Orestiada, deren Metropoliten kirchenrechtlich dem Ökumenischen Patriarchat von Konstantinopel unterstehen.
Die muslimische Minderheit wurde 1997 auf rund 6000 Personen (6,25 %) geschätzt, die sich aus Türken, Pomaken und muslimischen Roma zusammensetzen. Damit ist Evros von den drei thrakischen Präfekturen Griechenlands diejenige mit dem kleinsten muslimischen Bevölkerungsanteil. Gleichzeitig ist Evros, namentlich die Umgebung der Städte Alexandroupoli und Didymoticho, das Hauptsiedlungsgebiet der 5.000 bis 18.000 Roma in Griechenland, die teils christlicher, teils muslimischer Religion sind, weshalb es keine gesicherten Zahlen über sie gibt. (Griechenland erhebt keine Daten zur Sprache oder ethnischen Herkunft seiner Einwohner.) Didymoticho ist Sitz eines der drei vom griechischen Staat ernannten Muftis, die teilweise für standes- und zivilrechtliche Angelegenheiten zuständig sind. Als Sprache der muslimischen Minderheit ist das Türkische im Verkehr mit der religiösen Behörde sowie vor Gericht zugelassen, sein Gebrauch wird jedoch durch den griechischen Staat in keiner Weise gefördert.

### Bevölkerungsbewegungen im frühen 20. Jahrhundert
Das untere Evros-Tal war im 19. Jahrhundert multiethnisch und multireligiös besiedelt. Die größten Bevölkerungsgruppen waren orthodoxe Griechen und Bulgaren sowie sunnitische Türken.
Während der Zugehörigkeit Westthrakiens zu Bulgarien flohen rund 70.000 der Griechen in das Königreich Griechenland und etwa 49.000 Türken in osmanisches Gebiet, während die bulgarische Regierung gezielt vertriebene Bulgaren aus Makedonien und Ostthrakien ansiedelte. Die Bulgaren mussten nach dem Vertrag von Neuilly-sur-Seine (1919) das Gebiet verlassen, ein großer Teil der griechischen Flüchtlinge kehrte nach Westthrakien zurück.
1920 erhob die französische Besatzung Daten zur Bevölkerung Westthrakiens. Das Ergebnis für April 1920 berücksichtigte die Angaben der jeweiligen Bevölkerungsgruppen, insbesondere Angaben zu den wiederkehrenden Griechen, die während der bulgarischen Besatzungszeit ins Königreich Griechenland geflohen waren:
| Bevölkerungsgruppen in Evros 1920 | Bevölkerungsgruppen in Evros 1920 | Bevölkerungsgruppen in Evros 1920 | Bevölkerungsgruppen in Evros 1920 | Bevölkerungsgruppen in Evros 1920 | Bevölkerungsgruppen in Evros 1920 | Bevölkerungsgruppen in Evros 1920 | Bevölkerungsgruppen in Evros 1920 |
| Bezirk                            | Türken                            | Bulgaren                          | Griechen                          | Juden                             | Armenier                          | andere                            | Summe                             |
| --------------------------------- | --------------------------------- | --------------------------------- | --------------------------------- | --------------------------------- | --------------------------------- | --------------------------------- | --------------------------------- |
| Karagatch                         | 5                                 | 10.210                            | 15.045                            | 370                               | 450                               | 1.113                             | 27.193                            |
| Karagatch                         | 0,02 %                            | 37,55 %                           | 55,33 %                           | 1,36 %                            | 1,65 %                            | 4,09 %                            |                                   |
| Didymoticho                       | 1.274                             | 4.956                             | 18.856                            | 878                               | 157                               | 192                               | 26.313                            |
| Didymoticho                       | 4,84 %                            | 18,83 %                           | 71,66 %                           | 3,34 %                            | 0,60 %                            | 0,73 %                            |                                   |
| Soufli                            | 2.770                             | 10.998                            | 7.435                             | –                                 | –                                 | 47                                | 21.250                            |
| Soufli                            | 13,04 %                           | 51,76 %                           | 34,99 %                           | 0,00 %                            | 0,22 %                            | 0,00 %                            |                                   |
| Dedeagatch                        | 642                               | 11.543                            | 3.355                             | 165                               | 512                               | 100                               | 16.317                            |
| Dedeagatch                        | 3,93 %                            | 70,74 %                           | 20,56 %                           | 1,01 %                            | 3,14 %                            | 0,61 %                            |                                   |
| Evros                             | 4.681                             | 37.707                            | 44.691                            | 1.413                             | 1.119                             | 1.452                             | 91.073                            |
| Evros                             | 5,15 %                            | 41,40 %                           | 49,07 %                           | 1,55 %                            | 1,23 %                            | 1,59 %                            |                                   |

Obwohl die Muslime Westthrakiens von dem im Vertrag von Lausanne (1923) vereinbarten Bevölkerungsaustausch zwischen Griechenland und der Türkei ausgenommen waren, erhöhte sich der Anteil der Griechen in Evros vor allem durch Ansiedlungen aus dem übrigen, nun bulgarischen (Nordthrakien) bzw. türkischen Thrakien (Ostthrakien) erheblich. So ist zum Beispiel Nea Orestias, heute das Zentrum der Gemeinde Orestiada, eine Neugründung von 1923 durch Griechen, die aus Ostthrakien und dem nunmehr türkischen Gebiet von Karaağaç geflohen waren, das noch 1920 unter griechischer Herrschaft in Orestias umbenannt worden war.

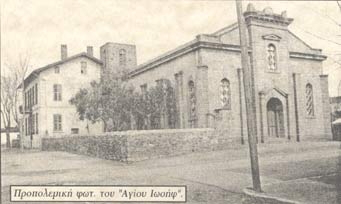
Die katholische St.-Josephs-Kirche wurde für die ausländischen Arbeiter beim Bau der Bahnstrecke Thessaloniki-Konstantinopel 1896–1901 in Dedeağaç errichtet.

Die 1871 im Zuge der Errichtung der Eisenbahnstrecke Thessaloniki-Konstantinopel an der Stelle eines Fischerdorfs erbaute Hafenstadt Dedeağaç wurde 1920 in Alexandroupoli umbenannt und ist heute fast ausschließlich griechisch besiedelt. Alexandroupoli war außerdem eines der ersten Zentren armenischer Besiedlung in Griechenland. Sephardische Juden, die im nahe gelegenen Edirne ein Siedlungszentrum hatten, siedelten vor allem in Didymoticho.

### Einwanderung seit 1980
Der Fluss Evros ist trotz der Sicherung durch Patrouillen einer Sonder-Polizei eine stark frequentierte Übertrittsstelle für Flüchtlinge, vor allem aus dem Mittleren Osten und Zentralasien. Die Verstärkung der Kontrollen hat die Zahl der aufgegriffenen Personen von 22.924 (2001) auf 14.280 (2002) sinken lassen. Zahlreiche der Flüchtlinge ertrinken im Fluss oder werden durch Landminen getötet. Weitere illegale Grenzübertritte erfolgen durch Schmuggel in Fahrzeugen über den Grenzübergang Kipi.
Die griechische Regierung hat 2007 das Auffanglager Fylakio mit einer Kapazität für 400 Personen für die aufgegriffenen Migranten errichten lassen, das nach kurzer Zeit überfüllt war. Die meisten der Flüchtlinge, deren Ziel eigentlich andere EU-Staaten sind, bleiben als illegale Einwanderer im Land. 2011 wurde der Bau eines Wassergrabens begonnen, der den Flüchtlingsstrom eindämmen soll. Im Dezember 2012 wurde ein Grenzzaun am Evros fertiggestellt. Die Mittel hierfür brachte der griechische Staat selbst auf. Seit der Fertigstellung des Zauns ist die Rate der illegalen Grenzüberschreitungen am Evros-Gebiet auf beinahe 0 % gesunken.

## Geschichte
Das heutige Evros gehört zum Siedlungsgebiet der antiken Thraker und war die sagenhafte Heimat des Sängers Orpheus.

### Antike und Mittelalter

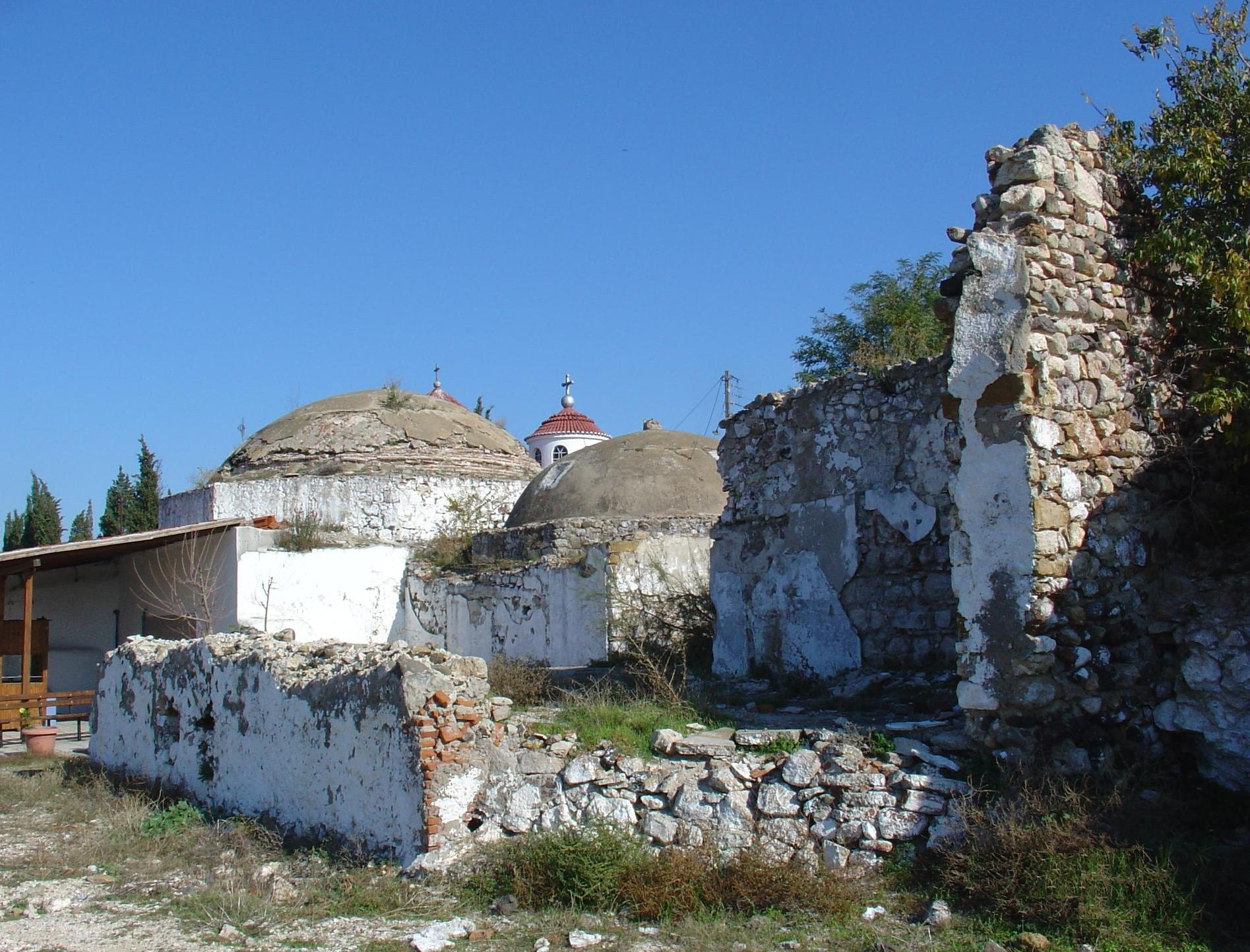
Römisch-osmanische Therme in Traianoupolis

An der Küste wurden ab etwa 800 v. Chr. griechische Kolonien gegründet, die Küste der heutigen Präfektur befindet sich zwischen der Position der antiken Städte Maroneia und Ainos, die heute im Gebiet der Präfektur Rodopi bzw. der Türkei liegen. Das Hinterland blieb thrakisch besiedelt. Im Jahre 512 v. Chr. fiel Thrakien in persische Hand, für 428 v. Chr. weiß man von einem Territorialstaat der Odrysen, des größten thrakischen Stammes. In der Folgezeit teilte das Gebiet das Schicksal ganz Westthrakiens: ab 340 v. Chr. Teil des Reiches der Makedonen, fiel es nach dem Tod Alexanders des Großen an Lysimachos, später war es Teil der römischen Provinz Thracia, dann Bestandteil des Byzantinischen Reichs, im 13. Jahrhundert für einige Jahrzehnte Teil des Zweiten Bulgarischen Reiches. Im späten 14. Jahrhundert schließlich eroberte das Osmanische Reich das Gebiet (Schlacht an der Mariza, 1371).
Verschiedene Völkerschaften wanderten im Lauf der Geschichte in das Gebiet ein: ab dem 7. Jahrhundert Slawen (vgl. Sklavinien), vermutlich im 11. Jahrhundert Roma, schließlich ab dem Ende des 14. Jahrhunderts Türken als Kolonisten aus Anatolien und sephardische Flüchtlinge aus Spanien.

### Neuzeit
Am 19. Oktober 1912 eroberte die griechische Marine Samothraki und verleibte die Insel dem griechischen Staat ein.

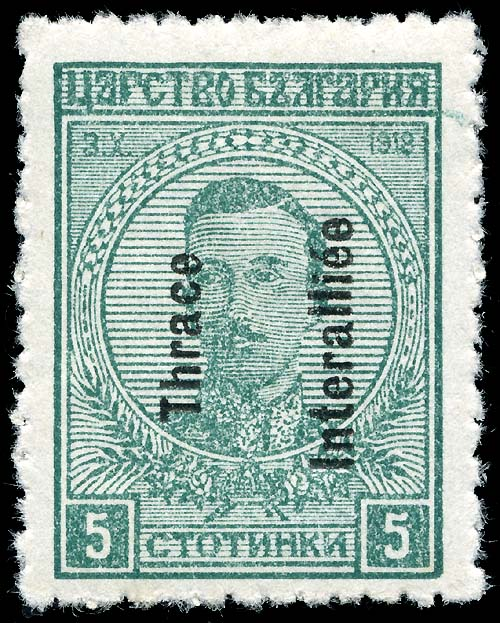
Briefmarke des von der Entente besetzten Westthrakien, 1919

Das Festlandsgebiet von Evros war in den Balkankriegen und im Ersten Weltkrieg zwischen dem Osmanischen Reich bzw. der Türkei, Bulgarien und Griechenland umkämpft und wurde durch verschiedene internationale Verträge unter jeweils neue Herrschaft gestellt. So fiel es durch den Londoner Vertrag (1913) an Bulgarien, unterstand noch im selben Jahr für kurze Zeit der von Türken gebildeten Provisorischen Regierung Westthrakien, war dann wieder bulgarisch (Friede von Bukarest, 1913), fiel nach dem Ersten Weltkrieg unter Verwaltung Frankreichs für die Entente (Vertrag von Neuilly-sur-Seine, 1919) und kurz darauf an Griechenland (Vertrag von Sèvres, 1920), was nach dem Griechisch-Türkischen Krieg durch den Vertrag von Lausanne (1923) (allerdings ohne ein kleines Gebiet um das Dorf Karaağaç auf der rechten Seite des Evros, gegenüber von Edirne) endgültig bestätigt wurde.
Der Norden der Präfektur mit Didymoticho und der Region um das heutige Orestiada hatte jedoch zunächst eine andere Entwicklung genommen als Alexandroupoli im Süden. Während des Ersten Balkankrieges 1912/13 war durch den Londoner Vertrag (1913) neben Alexandroupoli und West-Thrakien zunächst auch Didymoticho und das linke Evros-Ufer an Bulgarien gefallen, im Ergebnis des Zweiten Balkankrieges fiel die Region um Didymoticho durch den Frieden von Bukarest jedoch wieder zurück an die Osmanen. Erst 1915 trat das Osmanische Reich das linke Evros-Ufer (etwa die nördliche Hälfte der heutigen Präfektur) samt Didymoticho den Bulgaren endgültig ab, um sie an der Seite der Mittelmächte zum Eintritt in den Ersten Weltkrieg zu bewegen. Nach der Niederlage der Mittelmächte fiel 1919 ganz West-Thrakien samt Alexandroupoli und Didymoticho an Griechenland. Die Region blieb auch im Zweiten Weltkrieg, da der größte Teil der Präfektur als Enklave im Gegensatz zu Westthrakien und Ostmazedonien nicht unter bulgarische, sondern unter deutsche Militärverwaltung geriet, während Bulgarien Westthrakien und Ostmazedonien 1941–1944 auch annektierte.

Besatzungsmächte Griechenlands im Zweiten Weltkrieg

Am 3. März 1943 wurden die rund 1250 Juden der Region festgenommen und fünf Tage später ins Vernichtungslager Treblinka transportiert, darunter auch drei Juden von der Insel Samothraki. Außer 40 Personen, die in Nea Orestia dem Transport entfliehen und 33 weiteren, die in Didymoticho der Deportation entgehen konnten, wurden alle Juden des Evros während des Zweiten Weltkriegs ermordet.
Die veränderte politische Lage nach dem Zweiten Weltkrieg und dem Griechischen Bürgerkrieg machte Evros im zentralen Thrakien dauerhaft zu einem Rand- und Grenzgebiet. Als Gebiet im äußersten Nordosten Griechenlands bildete Evros sowohl die Grenzregion zum Erzgegner Türkei als auch den nordöstlichen Vorposten der „Freien Welt“ vor dem kommunistischen Ostblock. Die Grenzen wurden stark befestigt, unter anderem mit unzähligen Landminen, die schlecht kartografiert wurden und daher bis heute nicht vollständig beseitigt sind. So zählten offizielle Stellen im Jahr 2004 noch acht Tote und neun Verletzte durch Landminen. Das Verhältnis zu Bulgarien hat sich seit den 1990er-Jahren und mit dem Eintritt Bulgariens in die EU auch im Austausch zwischen den Grenzregionen erheblich verbessert, die Grenze zur Türkei ist (auch als Außengrenze der EU) – trotz der gegenseitigen Annäherung der beiden Staaten seit der Jahrtausendwende – weiterhin stark gesichert.
Im Jahr 2020 erregte die Region internationales Aufsehen im Zusammenhang mit den Grenzausschreitungen am Evros.

## Politik

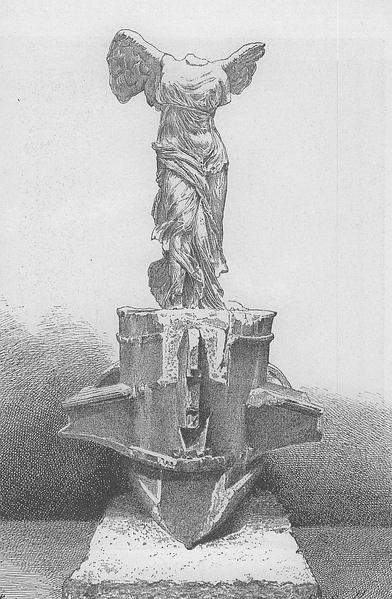
Die Nike von Samothrake, Symbol der Präfektur auf dem Siegel

Auf der Ebene der Präfektur waren zuletzt der 25-köpfige Präfekturrat und (seit 2002) Präfekt Nikolaos Zambounidis (Νικόλαος Ζαμπουνίδης, PASOK) für die Bereiche Handel, Gesundheit, Veterinärwesen und Landwirtschaft zuständig. Gleichzeitig bildete Evros zusammen mit dem benachbarten Rodopi eine „Über-Präfektur“ (griechisch Υπερνομαρχία), für die ein „Über-Präfekt“ (griechisch Υπερνομάρχης), amtlich „Vorsitzender der präfekturalen Selbstverwaltung“ (griechisch Πρόεδρος Νομαρχιακής Αυτοδιοίκησης) direkt vom Volk gewählt wurde. 2006 wurde Georgios Minopoulos (Γεώργιος Μηνόπουλος, ebenfalls PASOK) in dieses Amt gewählt. Die beiden 25-köpfigen Prefekturräte bildeten zusammen den Rat für die „Über-Präfektur“. In diesem Rat stellte die sozialistische PASOK 30, die konservative ND 20 Abgeordnete.

### Siegel
Das Siegel der Präfektur war zweifarbig blau-weiß. Es zeigte eine Abbildung der Nike von Samothrake; im Rand befand sich die Inschrift „griechisch ΝΟΜΟΣ ΕΒΡΟΥ · Ο ΠΡΩΤΟΣ ΣΤΗΝ ΕΛΛΑΔΑ“ („Präfektur Evros, die erste in Griechenland“).

### Verwaltungsgliederung
Das Gebiet der Präfektur gehörte im Osmanischen Reich ab 1874 zu den Sandschaks Edirne und Dedeağaç des Vilâyet Edirne. Erst durch die Kriege des frühen 20. Jahrhunderts wurde der Evros zum Grenzfluss. Die französische Besatzung teilte das Gebiet des Festlands in drei Kreise, die den heutigen Präfekturgrenzen entsprechen, den Kreis Dedeagatch wiederum in vier Bezirke, die in den Festlands-Provinzen (griechisch επαρχίες eparchíes: Alexandroupoli, Didymoticho, Orestiada und Soufli) der Präfektur nach der Übernahme des Gebiets durch den griechischen Staat 1920 weiter existierten. Als fünfte Provinz kam Samothraki hinzu. Auf kommunaler Ebene bestanden sieben Gemeinden (griechisch δήμοι dími, Einzahl dímos δήμος) und 73 ländliche Gemeinschaften oder „Landgemeinden“ (Kinotites). Mit der Gemeindereform von 1997 wurden diese Kommunen in dreizehn Gemeinden zusammengefasst, die insgesamt 176 Siedlungen umfassen. 2011 wiederum wurden diese dreizehn Gemeinden zu nunmehr fünf großen Flächengemeinden zusammengefasst, die namentlich den fünf früheren Provinzen entsprechen, aber teils andere Grenzziehungen haben.
Größere Städte sind die ehemalige Hauptstadt Alexandroupoli an der Küste mit 48.885 und die Kleinstadt Orestiada mit 15.246 Einwohnern, die das Zentrum der nördlichen Ebene bildet, größere Siedlungen sind ferner die Landstädte Feres (5206 Einwohner) und Soufli (4258 Einwohner).
|    | Nr.                             | Gemeinde | Fläche (km²) | Einw.                 | Sitz   | Einw.                                                       | Dörfer (Ew.) |
| 1  | Alexandroupoli (Αλεξανδρούπολη) | 642,25   | 52.720       | Alexandroupoli        | 48.885 | Makri (820)                                                 |              |
| 2  | Vyssa (Βύσσα)                   | 170,18   | 8.184        | Nea Vyssa (Νέα Βύσσα) | 2.844  | Kastanies (1.295) Kavyli (1.494) Rizia (1.684) Sterna (867) |              |
| 3  | Didymoticho (Διδυμότειχο)       | 335,88   | 18.998       | Didymoticho           | 8.799  | Koufovouno (958) Lagos (1.403) Sofiko (926)                 |              |
| 4  | Kyprinos (Κυπρίνος)             | 097,19   | 2.915        | Kyprinos              | 1.157  | Filakio                                                     |              |
| 5  | Metaxades (Μεταξάδες)           | 211,24   | 4.486        | Metaxades             | 874    |                                                             |              |
| 6  | Orestiada (Ορεστιάδα)           | 245,24   | 21.730       | Orestiada             | 15.246 | Neochori (1.159)                                            |              |
| 7  | Orfeas (Ορφέας)                 | 643,27   | 6.146        | Lavara (Λάβαρα)       | 1.580  | Amorio                                                      |              |
| 8  | Samothraki (Σαμοθράκη)          | 177,98   | 2.723        | Samothraki            | 677    |                                                             |              |
| 9  | Soufli (Σουφλί)                 | 462,05   | 7.519        | Soufli                | 4.258  | Dadia (800)                                                 |              |
| 10 | Traianoupoli (Τραϊανούπολη)     | 163,55   | 3.335        | Anthia (Άνθεια)       | 862    | Loutros (1.049)                                             |              |
| 11 | Trigono (Τρίγωνο)               | 372,26   | 6.656        | Dikea (Δίκαια)        | 797    | Ormenio (807)                                               |              |
| 12 | Tychero (Τυχερό)                | 220,41   | 4.103        | Tychero               | 2.031  |                                                             |              |
| 13 | Feres (Φέρες)                   | 411,16   | 9.839        | Feres                 | 5.206  | Peplos (1.083)                                              |              |

## Wirtschaft und Infrastruktur
Die Präfektur gehörte zu den wirtschaftlich eher rückständigen Regionen Griechenlands.

### Landwirtschaft

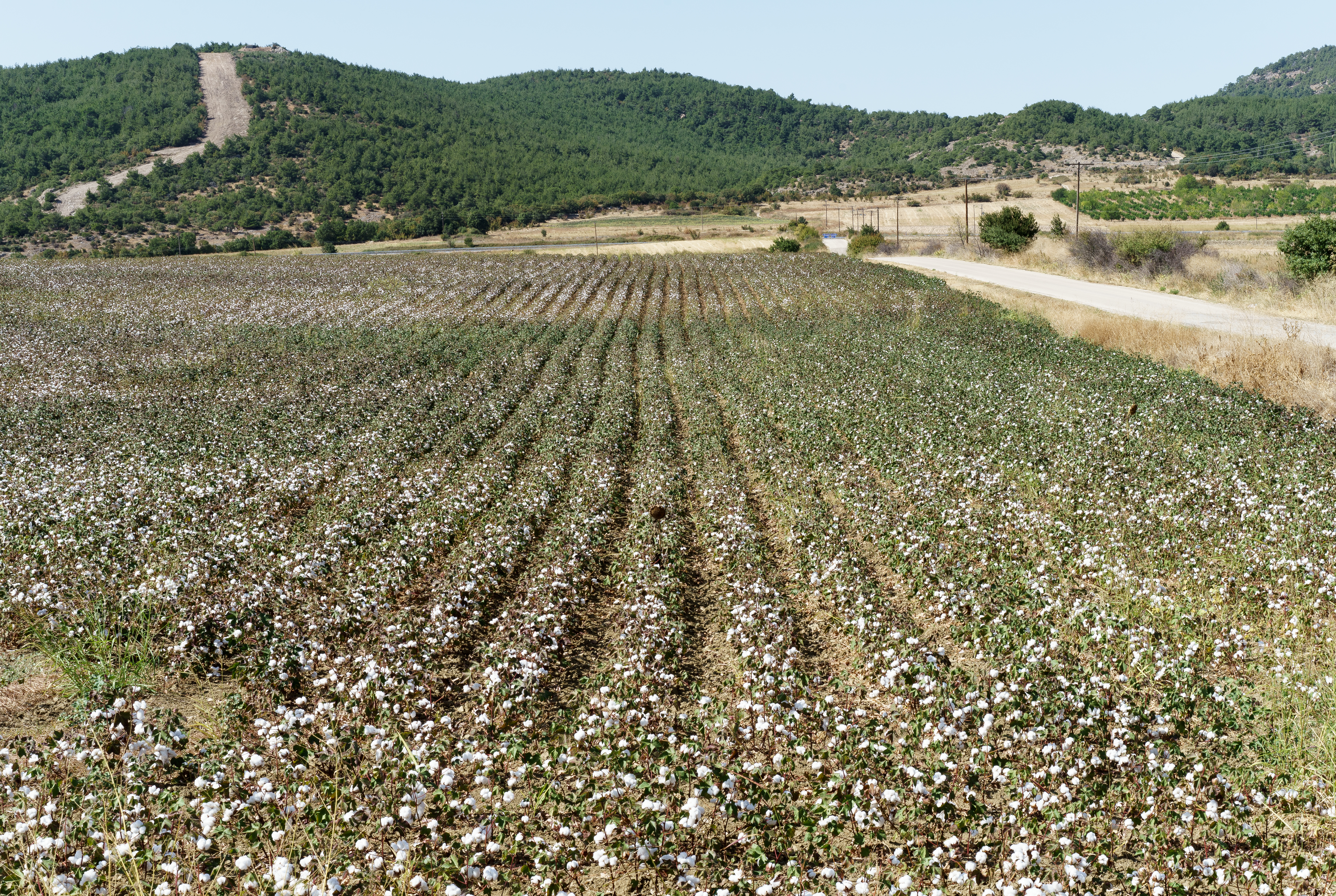
Baumwollfeld bei Lagyna

Evros ist traditionell durch die Landwirtschaft geprägt. Rund 1504 km², also gut 35 % der Fläche der Präfektur und gut 80 % der landwirtschaftlich nutzbaren Fläche werden bebaut. Die gepflügte Anbaufläche beträgt rund 143.000 ha: Auf dem Festland werden Getreide (vornehmlich Mais), Hülsenfrüchte und Gemüse angebaut. Außerdem werden in der Gegend von Orestiada mit zunehmender Tendenz Sonnenblumen und Sesam zur Ölgewinnung sowie Zuckerrüben kultiviert, in der nördlichen Ebene gibt es einige Zuckerfabriken. Weiter existieren auch Tabak- und Baumwollanbau. Auch der Obstanbau spielt eine Rolle. Etwa 2700 ha Fläche werden durch Daueranbau bewirtschaftet. Noch etwa 145 ha Anbaufläche werden für den privaten Gebrauch genutzt.
Der thrakische Weinbau ist seit antiker Zeit belegt und spielt heute in der Präfektur Evros mit knapp 280 ha (8 % der Rebfläche Ostmakedoniens und Thrakiens, 0,35 % der Rebfläche Griechenlands) eine kleine, aber wachsende Rolle.
Rund 4350 ha werden dauerhaft als Weidefläche, vornehmlich für Schafe, Ziegen und Kühe genutzt. Evros ist eine der wenigen Präfekturen Griechenlands mit nennenswerter Kuhmilch-Produktion, die allerdings wie die gesamte Viehhaltung rückläufig ist.
Samothraki ist durch den Olivenanbau und die Ölgewinnung geprägt. 2112,5 ha Fläche sind in ganz Evros mit Olivenbäumen bepflanzt, was 18,3 % des Olivenanbaus Ostmakedoniens und Thrakiens ausmacht. Ferner sind auf Samothraki Obst, Produkte aus Obst und Honig vertreten. Verschiedene Käse aus Schafsmilch gehören zu den Spezialitäten der Insel.

#### Seidenproduktion
Im Jahr 555 gelangte das Wissen über die Seidenherstellung sowie einige Eier des Seidenspinners ins Byzantinische Reich. Offensichtlich schon verhältnismäßig bald darauf wurden am Fluss Evros Seidenraupen gezüchtet, das Gebiet gilt als ältester europäischer Standort der Seidenherstellung. Mit der industriellen Revolution und dem Anschluss 1872 an die Zugstrecke Dedeağaç–Edirne wurde die Stadt Soufli ein florierendes Zentrum der Seidenspinnerei. Die Produktion wuchs nach der Wende zum 20. Jahrhundert auf bis zu 40 Tonnen Seidenfäden jährlich an. Fast die gesamte Einwohnerschaft lebte von der Seidenproduktion, Maulbeerwälder prägten die Uferzonen des Evros. Mit dem Verlust des Hinterlands auf der linken Evros-Seite 1923 und der Entwicklung industrieller Kunstfasern verlor dieser Erwerbszweig dramatisch an Bedeutung, heute sind noch etwa 50 Personen mit der Seidenproduktion beschäftigt. Ein Museum in Soufli widmet sich heute der Dokumentation dieses Wirtschaftszweigs.

### Fischerei
Die Fischerei bildet keinen nennenswerten kommerziellen Faktor in der Präfektur. Dennoch werden sowohl in der überfischten Ägäis als auch im Süßwasserbereich des Evros-Deltas Fische und Meeresfrüchte gefangen. Der Evros ist außerdem ursprünglicher Lebensraum des Europäischen Störs, aus dem auch Kaviar gewonnen wurde. Nach dem Verschwinden der Fischart 1975 wurde die Kaviarproduktion eingestellt, in den letzten Jahren wurden jedoch wieder Exemplare im Evros gefunden, was die Hoffnung auf eine Kaviarproduktion in Zuchtfarmen nährt.

### Industrie
Hauptindustriezweig in Evros ist die lebensmittelverarbeitende Industrie. Ferner gibt es eine bescheidene, teils noch handwerklich geprägte Textilproduktion. Auf Samothraki werden Basalt und Granit abgebaut.
Evros ist außerdem Ort zweier groß angelegter Projekte in der Energieversorgung. So wurde 2007 eine 285 km lange Gaspipeline zwischen dem türkischen Karacabey und Komotini fertiggestellt, die nach Stavrolimenas an der griechischen Westküste und im Rahmen des Southern European Gas Ring Project unter dem Ionischen Meer bis Italien verlängert werden soll. Damit wird das europäische Gasnetz an die kaspischen Förderstaaten unter Umgehung Russlands angeschlossen. Am Grenzort Kipi befindet sich eine Kompressor-Station dieser Gasleitung. 2007 wurde als russisch-bulgarisch-griechisches Projekt der Bau der Burgas-Alexandroupolis-Ölpipeline beschlossen, die den Zugang Russlands zum Mittelmeer ermöglicht, ohne am Bosporus das Territorium der Türkei zu durchqueren.

### Tourismus und Fremdenverkehr

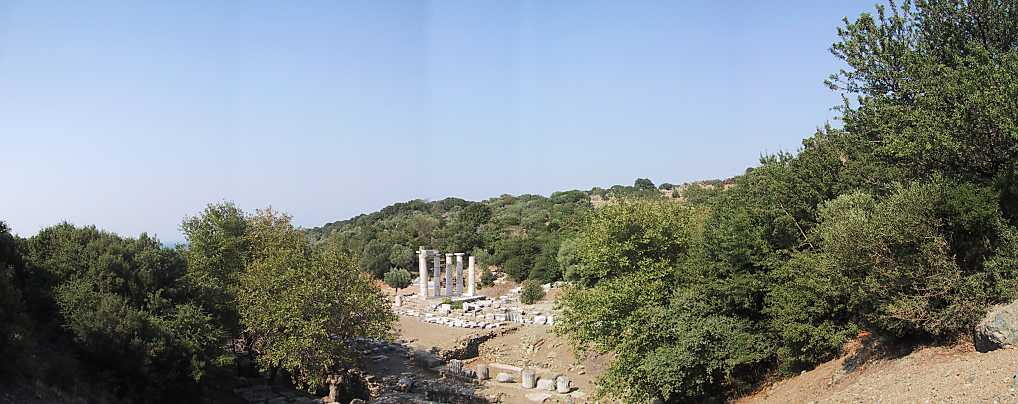
Kabiren-Heiligtum auf Samothraki

Auf dem Festland spielt vor allem der Öko-, Agro- und Naturtourismus eine Rolle. Bedeutend sind hier vor allem die beiden Naturschutzgebiete im Evros-Delta und im Wald von Dadia, aber auch Bauernhöfe und Farmen. Im nationalen Bereich gibt es mit Loutros in der Gemeinde Traianoupoli einen klassischen Kurort, der über Heilquellen verfügt; in der Gemeinde Tychero wird therapeutisches Reiten angeboten. Alexandroupoli konnte sich in den letzten Jahren auch als Kongressstadt für die innergriechische Wirtschaft etablieren. Die byzantinischen Kirchen spielen außerdem für den religiösen Tourismus eine Rolle.
Samothrakis Bedeutung für den klassischen Sommer-Tourismus Griechenlands ist in den letzten Jahren gestiegen, die touristische Infrastruktur ist hier deutlich weiter ausgebaut als auf dem Festland. Hier befindet sich mit dem Kabiren-Heiligtum auch die touristisch bedeutendste antike Ausgrabungsstätte der Präfektur. Daneben gibt es alpinen und Wandertourismus, vor allem die Bergregionen des Fengari sind hier das Ziel.

### Verkehr

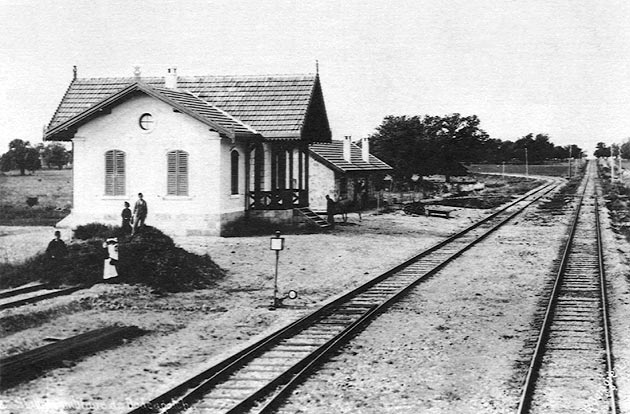
Der Bahnhof von Dedeağaç 1893

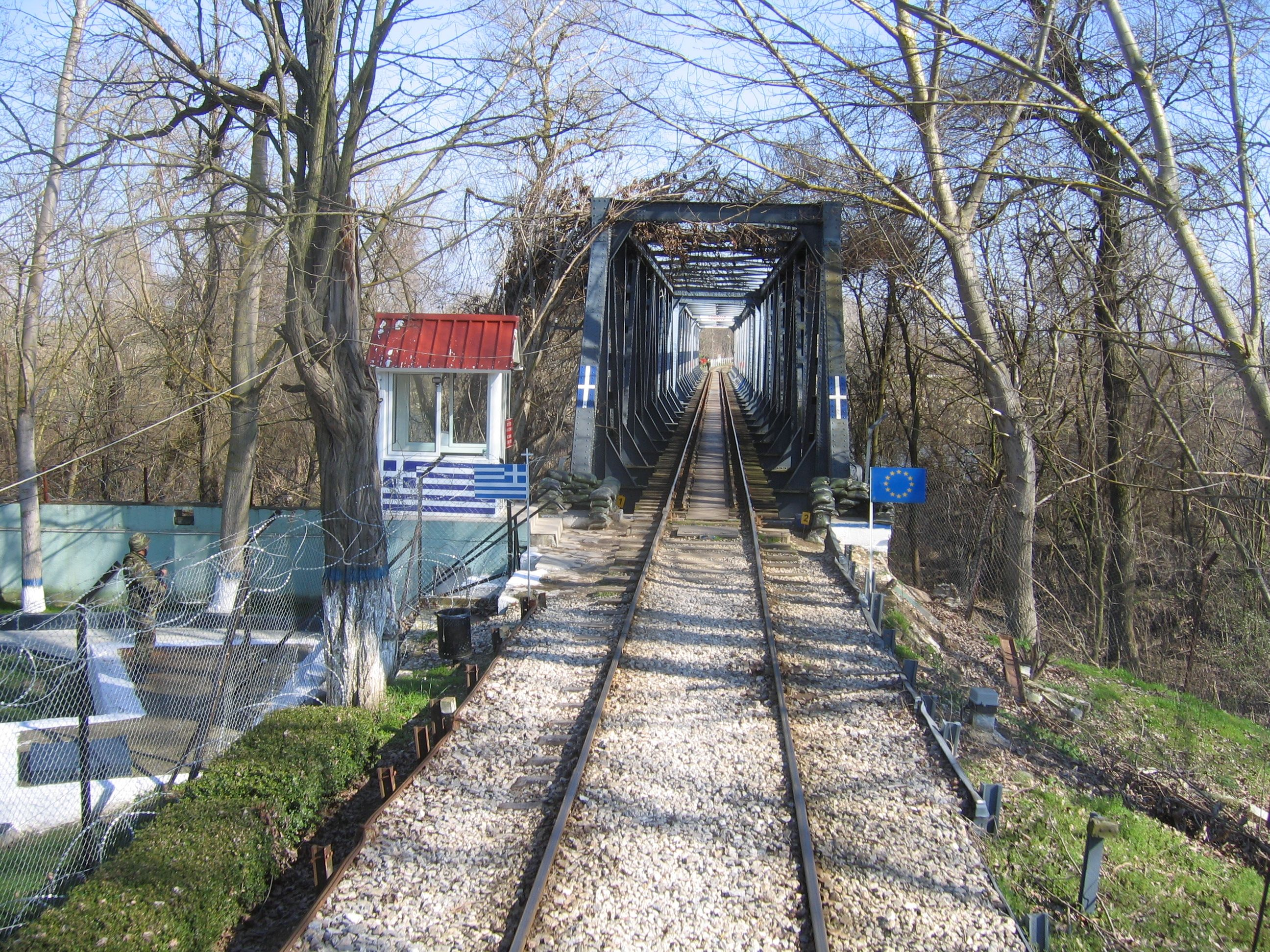
Eisenbahnbrücke über den Evros bei Pythio

An der Küste der Präfekturgebiets verlief bereits zu römischer Zeit die Via Egnatia, die Haupt-Handelsverbindung quer durch den Balkan nach Byzanz. Diesem Verlauf folgt im Prinzip die moderne griechische Autobahn 2, die wie die ältere Nationalstraße 2 als Ost-West-Verbindung parallel zur Küste verläuft. Die zweite wichtige Straßenverbindung ist die Nationalstraße 51, die rechtsseitig den Evros hinaufführt und die Küste mit dem Hinterland und weiter mit Edirne und dem bulgarischen Thrakien verbindet.
An den Schienenverkehr wurde Evros 1870 mit dem Bau der Bahnstrecke Thessaloniki–Istanbul angeschlossen, von ihr zweigt eine Nebenstrecke das Evros-Tal hinauf ab, die mit dem Bahnhof Karaağaç auch die Stadt Edirne an das Schienennetz anschloss, heute aber nicht mehr besteht. Seit dem Lückenschluss der Verbindung auf griechischem Gebiet 1971 führt die Strecke entlang des Evros über Ormenio wieder nach Bulgarien in Richtung Plowdiw. Der Abzweig an dieser Strecke, der über den Grenzort Pythio weiter nach Istanbul führt, wird heute noch von je zwei Zügen täglich befahren. Die Zugstrecken sind nicht elektrifiziert.
Mit der Anlage der Stadt Dedeağaç (Alexandroupoli) entstand dort auch der einzige größere Hafen der heutigen Präfektur. Regelmäßige Fährverbindungen bestehen zu den Inseln Samothraki und Limnos.
Täglich mehrere nationale Flugverbindungen werden über den Internationalen Flughafen Alexandroupoli „Dimokritos“ (griechisch Διεθνής Αερολιμένας Δημόκριτος, Diethnís Aerolimenas Dimokritos) abgewickelt, dessen 1975 errichtete Anlage sich sieben Kilometer östlich der Hauptstadt befindet.

### Bildung
Die schulische Versorgung in Evros weist ein Stadt-Land-Gefälle auf. Alle Gemeinden verfügen über mindestens eine Mittelschule (griechisch γυμνάσιο, Gymnasio, Klasse 7–9), Oberschulen (griechisch λύκειο, Lykio, Klasse 10–12) befinden sich nur in den größeren Gemeinden. Insgesamt stehen für griechischsprachige Schüler 22 Mittel- und zwölf Oberschulen zur Verfügung, hinzu kommen fünf Berufsschulen (in Alexandroupoli, Didymoticho und Orestiada) und je eine Abend-Mittel- und -Oberschule in Alexandroupoli.
Die 1973 gegründete Demokrit-Universität Thrakien hat seit den 1990er-Jahren zwei Standorte in der Präfektur. In Alexandroupoli befinden sich die Abteilungen für Medizin, Molekularbiologie und Genetik sowie Erziehungswissenschaften; Orestiada beherbergt die Abteilungen für Landwirtschaftliche Entwicklung und für Forstwissenschaft, Umwelt-Management und Natürliche Ressourcen.

#### Schulausbildung der muslimischen Minderheit
Nach Artikel 40 und 41 des Vertrags von Lausanne gibt es in der Präfektur Evros zweisprachige Volksschulen (Einzahl griechisch δημοτικό σχολείο, Dimotiko scholio, Klasse 1–6) für die Erziehung der muslimischen Minderheit, in denen der Unterricht zweisprachig (griechisch und türkisch) erteilt wird. 2003 bestanden in der Präfektur 21 dieser – meist privaten – Volksschulen. Den Unterricht für die Angehörigen der Minderheit regeln seit 1968 bilaterale Verträge zwischen der Türkei und Griechenland sowie zahlreiche weitere, teils einander widersprechende internationale Abkommen und Ministererlasse. Die Fächer Türkisch, Religion, Mathematik, Physik, Chemie und Zeichnen werden auf Türkisch von Muslimen, hingegen Griechisch, Fremdsprachen, Geschichte, Geografie und Umweltkunde auf Griechisch von Christen gelehrt. Sport- und Musikunterricht werden je nach den Umständen in der einen oder anderen Sprache erteilt. Die Türkisch-Lehrbücher werden hierbei in der Türkei ediert und gedruckt.
In ganz Westthrakien bestehen nur je zwei Sekundarschulen (Mittel- und Oberschule) für die muslimische Minderheit, sie befinden sich in Xanthi und Komotini, also außerhalb der Präfektur. Die geringe Aufnahme-Kapazität dieser Schulen und die Entfernung zu Evros bewirken, dass die meisten Schüler, die nach der Volksschule die Ausbildung fortsetzen, dies auf regulären griechischen staatlichen Schulen tun. Erfolgreiche Absolventen der beiden Sekundarschulen für die Minderheit können an der Pädagogischen Spezialakademie in Thessaloniki eine Ausbildung zum Lehrer für türkisch gelehrte Fächer machen. An den griechischen Universitäten muss seit 1996 eine Quote von 0,5 % der Studenten der muslimischen Minderheit angehören. Angehörige der muslimischen Minderheit erlangen jedoch durchschnittlich einen niedrigeren Bildungsstand als Angehörige der griechischsprachigen Mehrheit. Von den durch die Aufnahmequote entstandenen landesweit jährlich rund 400 Studienplätzen für Muslime wurden bislang weniger als die Hälfte besetzt.